# Stefan Bohanes

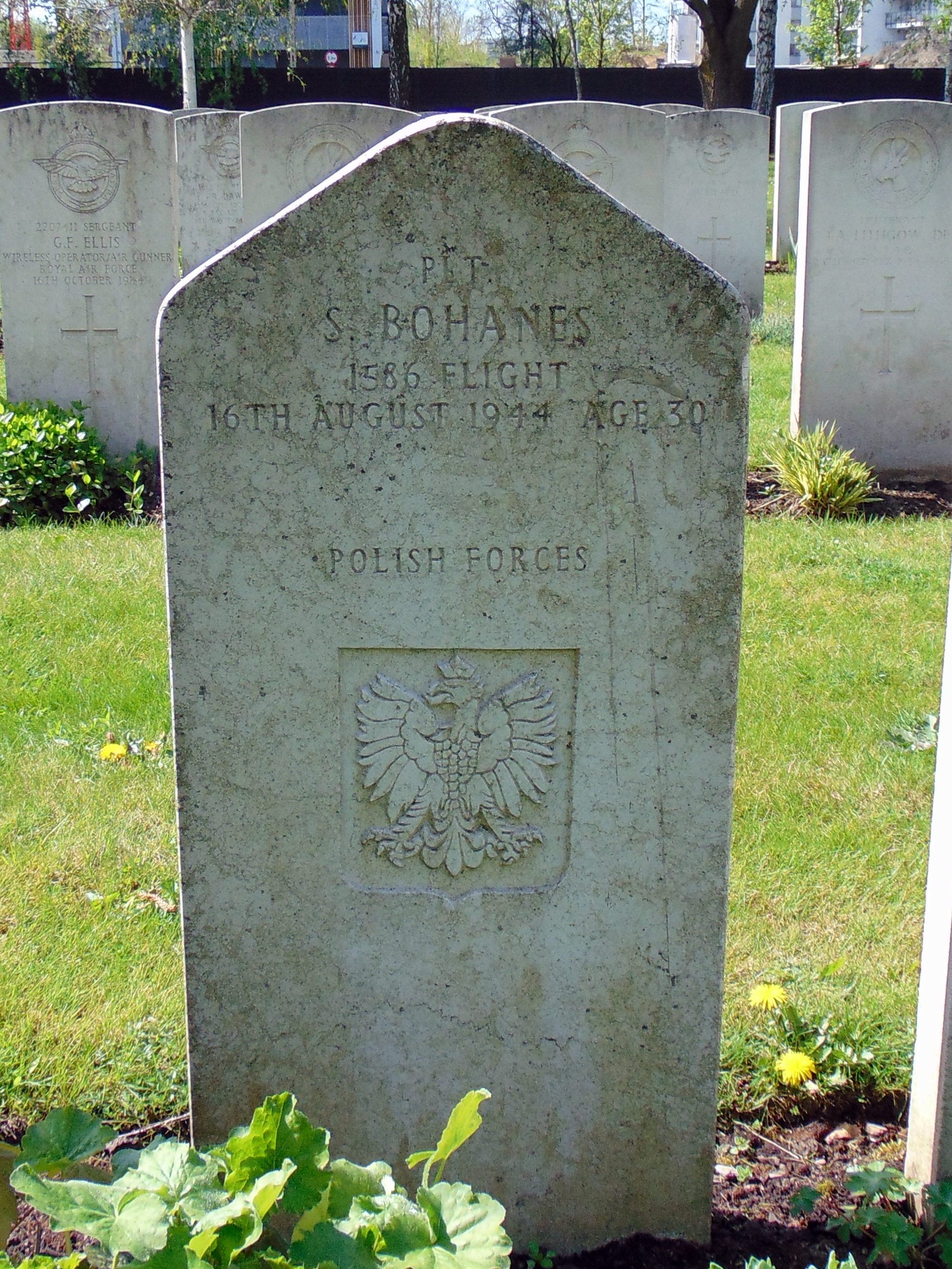
Grób Stefana Bohanesa, Cmentarzu Rakowickim w Krakowie

Stefan Bohanes (ur. 31 lipca 1914 w Krakowie, zm. 17 sierpnia 1944) – plutonowy radiooperator Polskich Sił Powietrznych w Wielkiej Brytanii.

## Życiorys
W sierpniu 1939 zmobilizowany został do 2 pułku lotniczego i przydzielony do Bazy Nr 2, z którą po 17 września ewakuował się poprzez Rumunię i Francję do Wielkiej Brytanii, gdzie dotarł w czerwcu 1940. Wstąpił do Polskich Sił Powietrznych, otrzymał numer służbowy RAF 784633.
Po przejściu szkolenia w brytyjskiej szkole radiotelegrafistów został skierowany do 304 dywizjonu bombowego „Ziemi Śląskiej im. ks. Józefa Poniatowskiego”. W 1944 roku zgłosił się na ochotnika do 1586 eskadry do zadań specjalnych, która dokonywała lotów nad Warszawę z dostawami dla walczących powstańców. Dnia 16/17 sierpnia 1944 roku załoga w składzie:
- piloci: sierż. Leszek Owsiany, plut. Lucjan Kretowicz
- nawigator: por. Władysław Schöffer, por. Witold Łopuszański
- radiotelegrafista: plut. Stefan Bohanes
- mechanik pokładowy: sierż. Grzegorz Denisienko
- dispatcher ppor. Włodzimierz Bernhardt,
- strzelec: sierż. Jan Lück

wystartowała z lotniska Campo Casale w Brindisi we Włoszech.
Po dokonaniu zrzutu w Warszawie samolot Halifax nr JP 220 w drodze powrotnej do bazy został zaatakowany przez nocnego myśliwca Schräge Musik. Będący przy sterach sierż. Owsiany wydał rozkaz do skoku. Skoku na spadochronach dokonali: dispatcher ppor. pil. Włodzimierz Bernhardt, st. sierż. mech. pokł. Grzegorz Denisienko, ppor. naw. Witold Korwin-Łopuszański, plut. pil. Lucjan Kretowicz i por. naw. Władysław Schöffer. Pilot Leszek Owsiany oraz będący na pokładzie strzelec Jan Lück wylądowali awaryjnie we wsi Dębina koło Bochni. Pilot był ciężko ranny, został aresztowany przez Gestapo. Strzelec nie odniósł istotnych obrażeń. Ciało Stefana Bohanesa odnaleziono w okolicach wsi Łąkta Górna. Przy ciele znaleziono nieotwarty spadochron.
Stefan Bohanes pośmiertnie został odznaczony Orderem Virtuti Militari oraz dwukrotnie Medalem Lotniczym. Wcześniej był odznaczony czterokrotnie Krzyżem Walecznych. Po wojnie prochy Stefana Bohanesa zostały przeniesione na cmentarz wojskowy w Krakowie.